# José Jovêncio Balestieri
José Jovêncio Balestieri SDB (* 18. Mai 1939 in Massaranduba, Santa Catarina; † 2. April 2023 in Blumenau) war ein brasilianischer Ordensgeistlicher und römisch-katholischer Bischof von Rio do Sul.

## Leben
José Jovêncio Balestieri wurde am 10. Juni 1939 getauft und am 24. November 1941 in der Pfarrkirche Sagrado Coração de Jesus durch den Bischof von Joinville, Pio de Freitas Silveira CM, gefirmt. Er besuchte von 1951 bis 1956 das Colégio São Paulo in Ascurra und von 1956 bis 1957 das Kleine Seminar São Manoel in Lavrinhas. 1958 trat Balestieri der Ordensgemeinschaft der Salesianer Don Boscos bei und absolvierte das Noviziat in Pindamonhangaba. Von 1959 bis 1961 studierte er Philosophie an der Hochschule der Salesianer in Lorena und erlangte einen Bacharel im Fach Pädagogik. Nach einem pastoralem Praktikum am Colégio São Paulo in Ascurra legte Balestieri am 31. Januar 1965 in Taquari die ewige Profess ab. Danach folgte von 1965 bis 1968 das Studium der Katholischen Theologie in Lapa. Außerdem erwarb Balestieri an der Faculdade Católica de Filosofia in Bagé Lizenziate in den Fächern Geschichtswissenschaft, Mathematik, Psychologie, Literaturwissenschaft und Philosophie sowie an der Päpstlichen Universität der Salesianer in Rom einen Abschluss in salesianischer Spiritualität. Am 4. September 1965 erteilte ihm der Bischof von Corumbá, Ladislau Paz SDB, in Lapa die Tonsur und der emeritierte Bischof von Piracicaba, Ernesto de Paula, am 24. September 1966 die niederen Weihen zum Ostiarier und zum Lektor. Durch den Weihbischof in São Paulo, José Thurler, erhielt Balestieri am 11. März 1967 die niederen Weihen zum Exorzisten und zum Akolythen sowie am 30. September 1967 die Weihe zum Subdiakon. Er wurde am 8. Dezember 1967 in der Kirche des Colégio São Paulo in Ascurra durch den Prälaten von Porto Velho, João Batista Costa SDB, zum Diakon geweiht und empfing am 29. Juni 1968 in der Kirche Sagrado Coração de Jesus in São Paulo durch den Weihbischof in São Paulo, José Thurler, das Sakrament der Priesterweihe.
Balestieri unterrichtete zunächst 1969 am Colégio Dom Bosco in Porto Alegre, bevor er 1970 Ökonom und 1971 Rektor des Colégio Auxiliadora in Bagé wurde. Von 1974 bis 1977 war er Superior der Niederlassung der Salesianer in Rio dos Cedros und Novizenmeister. Anschließend wirkte er als Ökonom des Colégio Dom Bosco in Porto Alegre. 1980 wurde Balestieri Ökonom und 1984 Provinzial der Ordensprovinz São Pio X der Salesianer. Ab Januar 1991 leitete er das Colégio São Paulo in Ascurra.
Papst Johannes Paul II. ernannte ihn am 6. März 1991 zum Bischof von Humaitá. Der Bischof von Ji-Paraná, Antônio Possamai SDB, spendete ihm am 19. Mai desselben Jahres im Palácio dos Esportes Prefeito Rodolfo Jahn in Guaramirim die Bischofsweihe; Mitkonsekratoren waren der emeritierte Erzbischof von Florianópolis, Alfonso Niehues, und der Weihbischof in Olinda und Recife, Hilário Moser SDB. Sein Wahlspruch Eis-me aqui! Eu vou! („Hier bin ich, sende mich!“) stammt aus Jes 6,8 .
Am 29. Juli 1998 bestellte ihn Johannes Paul II. zum Koadjutorbischof von Rio do Sul. Mit dem Rücktritt von Tito Buss am 30. August 2000 folgte Balestieri diesem als Bischof von Rio do Sul nach.
Papst Benedikt XVI. nahm am 19. März 2008 sein vorzeitiges Rücktrittsgesuch an. Balestieri starb im April 2023 im Krankenhaus Santa Catarina in Blumenau und wurde in der Krypta der Kathedrale São João Batista in Rio do Sul beigesetzt.